# Grand Prix du Rayon Aubersois
Le Grand Prix du Rayon Aubersois est une course cycliste disputée tous les ans au mois de juillet à Aubers, dans le Nord. Elle fait partie du calendrier national de la Fédération française de cyclisme et a servi de support à la Coupe de France DN3 en 2016.

## Palmarès
| Année | Vainqueur          | Deuxième          | Troisième            |        |
| ----- | ------------------ | ----------------- | -------------------- | ------ |
| 2011  | Valérian Vermeulen | Alo Jakin         | David Deroo          |        |
| 2012  | Victor Fobert      | Geoffrey Venel    | Ludwig Laffillé      |        |
| 2013  | Nicolas Bertuille  | Rémi Delmarquette | Florian Van Eslander |        |
| 2014  | Christophe Masson  | Alexis Caresmel   | Pierre Tielemans     |        |
| 2015  | annulé             | annulé            | annulé               | annulé |
| 2016  | Victor Gousset     | Normann Latouche  | Geoffrey Philippe    |        |